# カスパー・ロレンツェン
カスパー・ロレンツェン（Kasper Lorentzen、1985年11月19日 - ）は、デンマーク・ヴィズオウア出身の元プロサッカー選手。元サッカーデンマーク代表。現役時代のポジションはMF。

## 経歴

### クラブ
2003年11月、ブレンビーIFでプロデビュー。天才肌のレフティとして早くからその才能が期待されたが、2005–06シーズン以降は相次ぐ負傷のためまともに稼働できない日々を送った。2009年5月、ブレンビー退団が発表された。
2009年夏、レンジャーズFCにフリーで加入。
2015年2月、現役引退を表明。

### 代表
各年代でデンマーク代表に選出されていた。

## 代表歴
- デンマークU-16
- デンマークU-17
  - UEFA U-17欧州選手権2002
- デンマークU-18
- デンマークU-19
- デンマークU-20
- デンマークU-21
  - UEFA U-21欧州選手権2006予選
  - UEFA U-21欧州選手権2007予選
- デンマーク代表
  - UEFA EURO 2012予選

### ゴール
2010年10月12日現在
| No. | 開催日         | 会場                   | 対戦国   | スコア | 最終結果 | 試合概要           |
| --- | -------------- | ---------------------- | -------- | ------ | -------- | ------------------ |
| 1   | 2010年10月12日 | パルケン・スタディオン | キプロス | 2–0    | 2–0      | UEFA EURO 2012予選 |

## タイトル
ブレンビー
- デンマーク・スーペルリーガ: 2004–05
- デンマーク・カップ: 2004-05, 2007–08

ノアシェラン
- デンマーク・スーペルリーガ: 2011–12